# Arrampicata sportiva ai III Giochi olimpici giovanili estivi
Le gare di arrampicata sportiva ai III Giochi olimpici giovanili estivi si sono svolte dal 7 al 10 ottobre 2018. È stato il debutto di questo sport ai Giochi olimpici giovanili.
Erano previste due gare combinate maschile e femminile: ogni atleta competeva in tre discipline: speed, bouldering e lead. Le posizioni raggiunte dagli atleti in ogni prova si sommano e vince la gara combinata chi ha il minor numero di punti.

## Podi
| Evento                   | Oro            | Punti | Argento      | Punti | Bronzo       | Punti |
| Gara combinata maschile  | Keita Dohi     | 6     | Shuta Tanaka | 18    | Sam Avezou   | 30    |
| Gara combinata femminile | Sandra Lettner | 18    | Vita Lukan   | 18    | Laura Lammer | 20    |

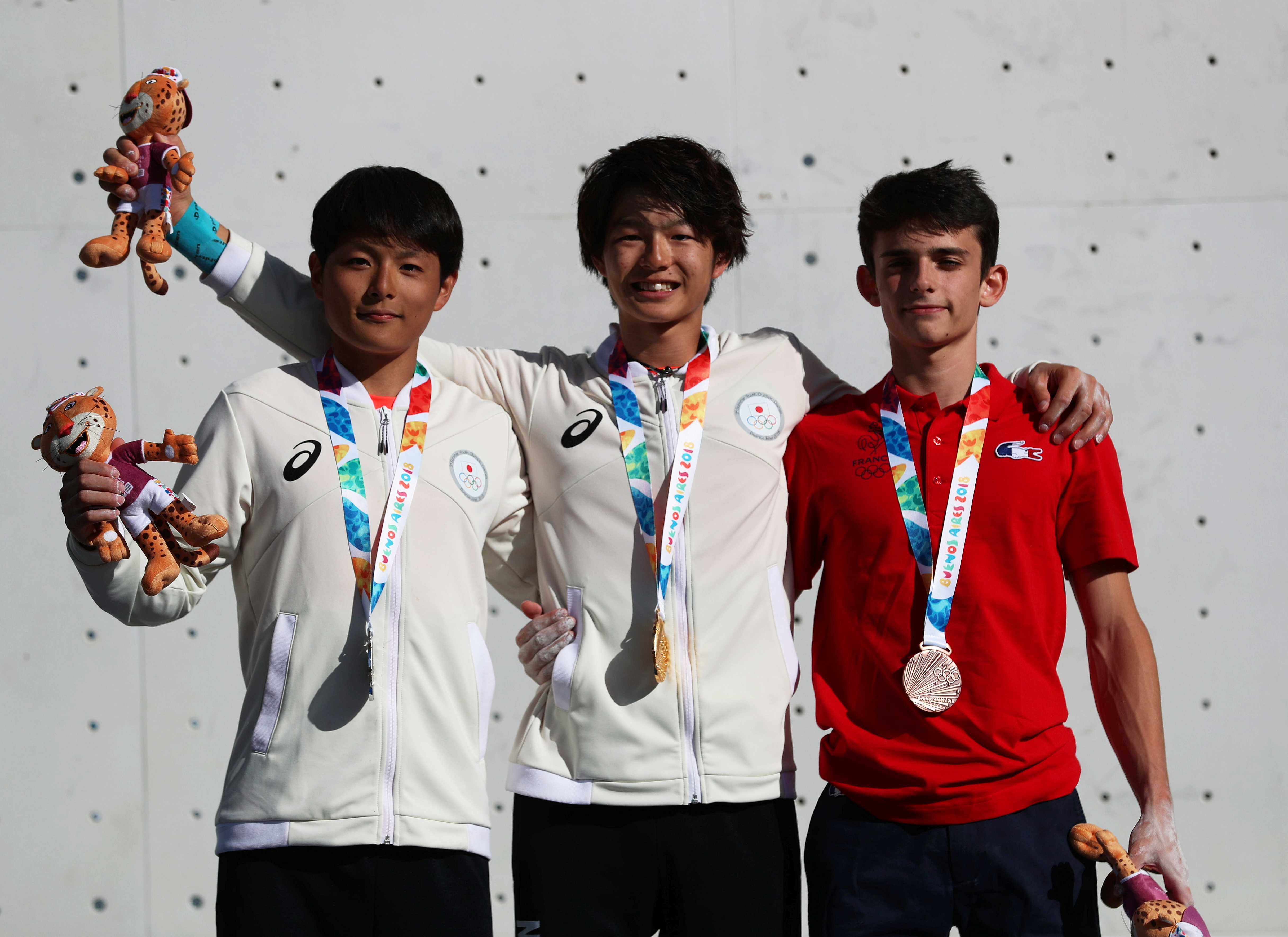
Gara combinata maschile
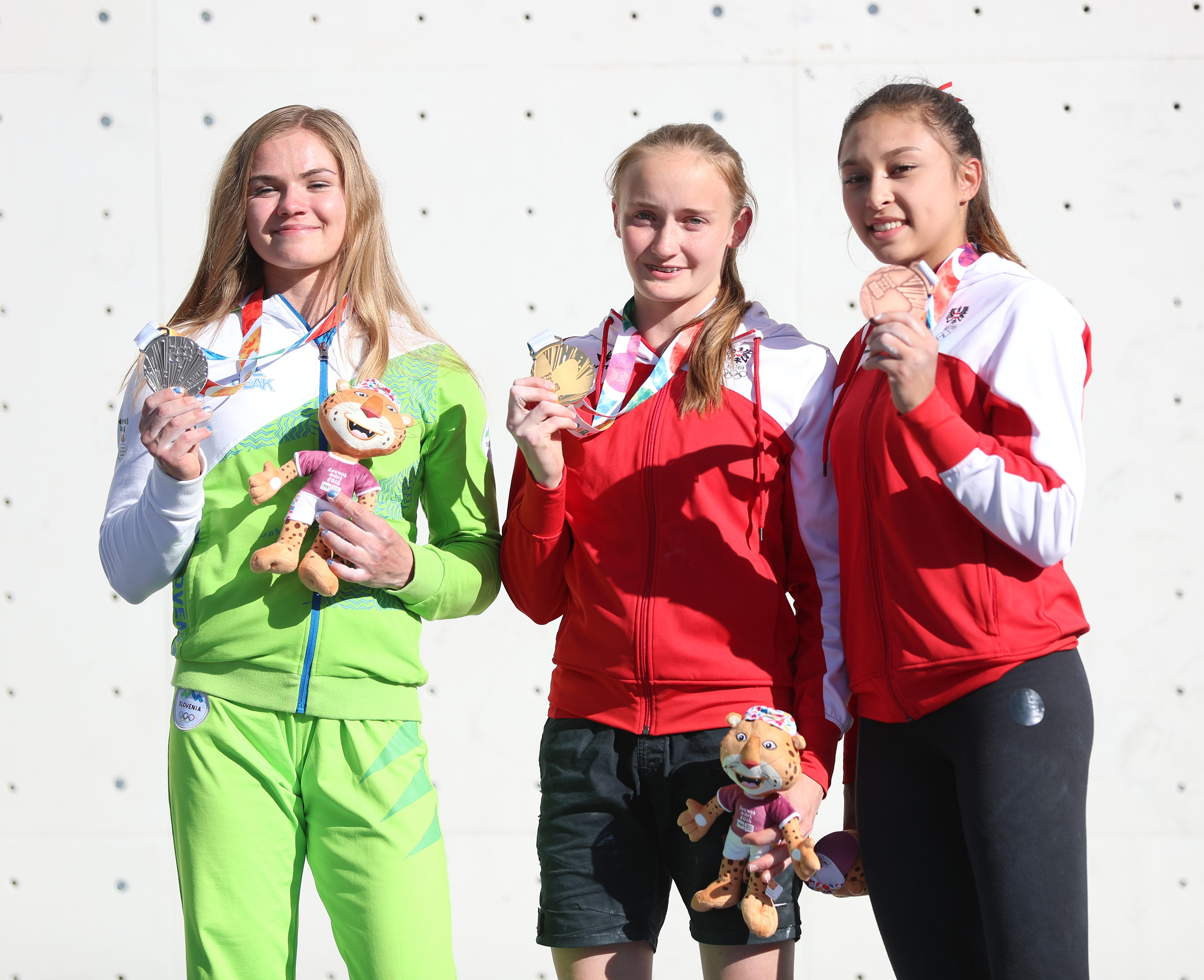
Gara combinata femminile